# صاحب النقب
في عهد الدولة الأموية، كان الأمير أبو سعيد مسلمة بن عبد الملك يُحاصر ذات يوم حصناً عظيماً للروم،  واستعصى فتح الحصن على الجنود، فوقف مسلمة يخطب بينهم ويقول لهم: «أما فيكم أحد يقْدِم فيحدث لنا نقباً في هذا الحصن؟». فتقدم جندي ملثم، وألقى بنفسه على الحصن، واحتمل ما احتمل من أخطار وآلام، حتى أحدث في الحصن نقباً كان سبباً في فتح المسلمين له.

## فتح الحصن
عندما استعصت القلعة علي الجيش الإسلامي تخفى أحد جنود المسلمين بمفرده إلى أن وصل باب القلعة وظل ينقب فيه وينقب حتى استطاع أن يُحدث به نقباً ثم رجع دون أن يُخبر أحداً.
وعندما أشرق النهار تأهب المسلمون للقتال ودخل هذا البطل من النقب وقام بفتح الباب فتدافع المسلمون وتسلقوا أسوار القلعة حتى سمع الروم أصوات تكبيرات المسلمين على أسوار قلعتهم وداخل ساحتها فتحقق لهم الفتح.

## البحث عن صاحب النقب .....
عقب فتح الحصن نادى مسلمة بن عبد الملك في جنوده قائلاً: «أين صاحب النقب؟» فلم يجبه أحد، فقال مسلمة: «عزمتُ على صاحب النقب أن يأتي للقائي، وقد أمرت الآذن بإدخاله علي ساعة مجيئه».
بعد حين أقبل نحو الآذن شخص ملثم، وقال له: «استأذن لي على الأمير»، فقال له: «أأنت صاحب النقب؟». فأجاب: «أنا أخبركم عنه، وأدلكم عليه»، فأدخله الآذن على مسلمة، فقال الجندي الملثم للقائد: «إن صاحب النقب يشترط عليكم أموراً ثلاثة: ألا تبعثوا باسمه في صحيفة إلى الخليفة، وألا تأمروا له بشيء جزاء ما صنع، وألا تسألوه من هو؟». فقال مسلمة: «له ذلك، فأين هو؟» فأجاب الجندي في تواضع واستحياء: «أنا صاحب النقب أيها الأمير، ثم سارع بالخروج»، فغاب بعد ذلك فلم يُر.

## دعاء مسلمة
فكان مسلمة بعد ذلك لا يصلي صلاة إلا قال في دعائها: «اللهم اجعلني مع صاحب النقب يوم القيامة».